# Lois Frankel

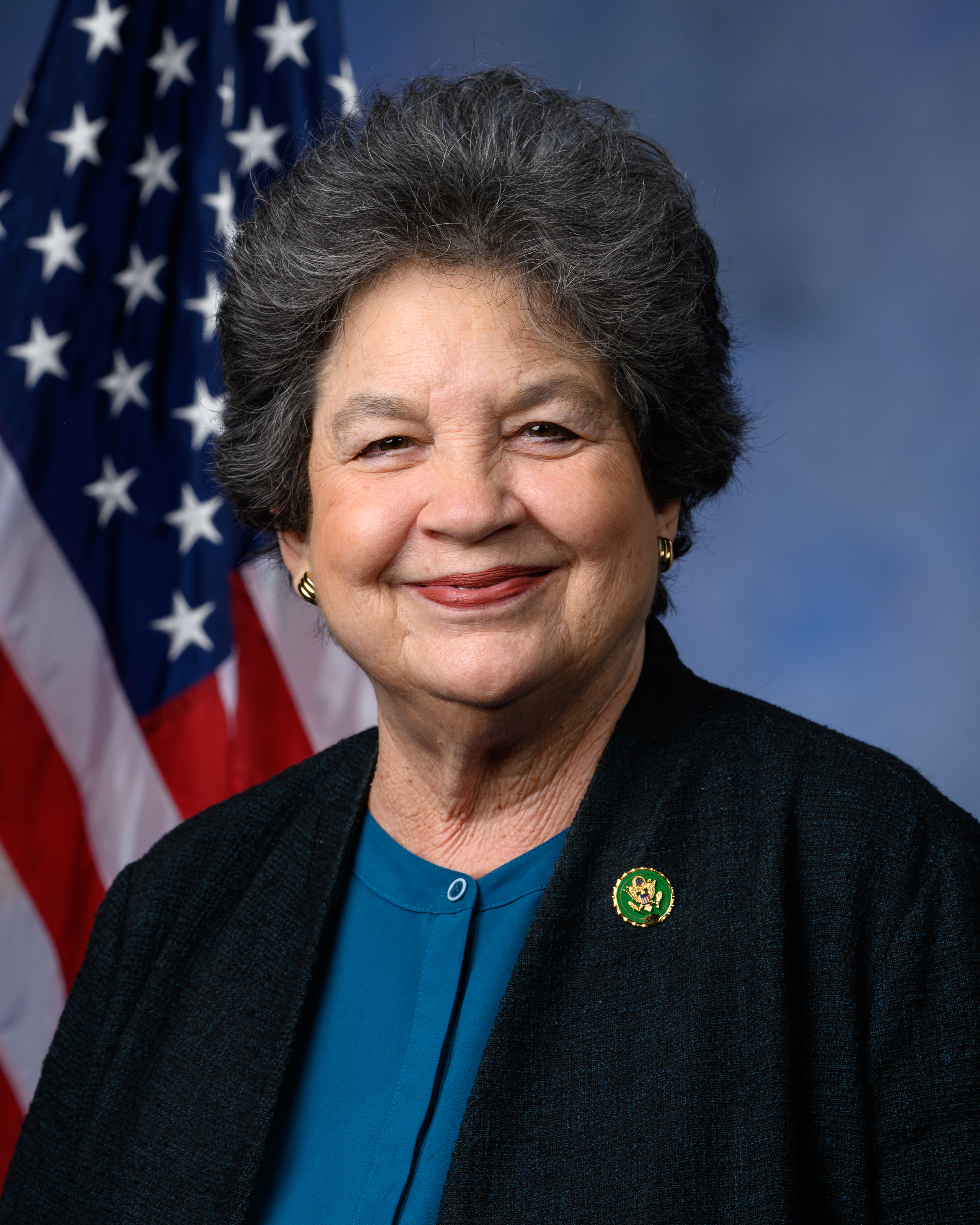

Lois Jane Frankel (nacida el 16 de mayo de 1948) es una abogada y congresista estadounidense perteneciente al Partido Demócrata. Es la actual representante del 22.° distrito congresional de Florida ante la Cámara de Representantes de los Estados Unidos, cargo que ocupa desde 2023.

## Primeros años y educación
Frankel nació en la ciudad de Nueva York y recibió una licenciatura de la Universidad de Boston en 1970. Obtuvo un Juris Doctor del Centro de Leyes de la Universidad de Georgetown en 1973. Frankel se mudó a West Palm Beach, Florida, en 1974.

## Carrera profesional y política
En 1974, Frankel trabajó como ayudante legal del honorable juez David Norman. Desde 1974 hasta 1978 trabajó como defensor público auxiliar en West Palm Beach. Luego se convirtió en socia de dos firmas privadas, la primera desde 1978 hasta 1994 y la segunda desde 1990 hasta el presente, siendo esta última conocida como Ricci, Hubbard, Leopold, Frankel & Farmer PA. La línea de negocios de la compañía incluye brindar un servicio completo de asesoría legal.
Frankel inició su carrera política como miembro en la Cámara de Representantes del Estado de Florida en 1986, puesto que ocupó hasta 1992 y luego de nuevo desde 1994 hasta 2002. En todos los periodos sirvió como representante del distrito 85.
Fue en el año 2003 que Frankel ganó las elecciones para convertirse en alcaldesa de West Palm Beach, cargo que ocupó hasta 2011.
Desde 2012 hasta 2016 fue representante del 22.° distrito congresional de Florida, que luego fue redistribuido y renombrado como el Distrito 21 que actualmente preside desde el año 2017.
Durante su tiempo en el Congreso ha sido miembro del Comité de Asignaciones de la Cámara, el Comité de Transporte e Infraestructura y el Comité de Asuntos Exteriores.

## Vida personal
Frankel tiene un hijo llamado Benjamín. La religión a la que pertenece es la religión judía. Es una ávida pintora abstracta.